# České železniční rekordy

## Rychlostní rekordy vozidel
Na rychlostní rekordy vozidel lze nahlížet ze dvou úhlů pohledu – země původu vozidla a země, ve které bylo vozidlo provozováno. Tabulku níže obsahuje různé kombinace vozidel a zemí dosažení rekordu, které mají vztah k Česku, resp. Československu nebo Českým zemím v rámci Rakouska–Uherska.
| Datum          | Rychlost [km/h] | Označení vozidla            | Původ vozidla                                       | Trakce     | Vymezení rekordu | Popis | Traťový úsek                    | Zdroje      |
| -------------- | --------------- | --------------------------- | --------------------------------------------------- | ---------- | --- | --- | ------------------------------- | ----------- |
| 1901           | 143             | KkStB řada 108 (275 ČSD)    | Navrženo v Rakousku, vyrobila První českomoravská   | Parní      | Nejrychlejší lokomotiva vyrobená na území Česka (podle zahraničního návrhu). | Lokomotivy řady 108 představovaly novou etapu vývoje rakouské lokomotivní stavby. Jejich konstruktérem byl Karl Gölsdorf. Výroba prvních pěti lokomotiv proběhla v První českomoravské, ta je dodala v letech 1901–1903. Většinu dalších kusů vyrobila lokomotivka státních drah (StEG) ve Vídeňském Novém Městě. Při technicko-bezpečnostní zkoušce na trati Vídeň – St. Polten dosáhla lokomotiva československé výroby 143 km/h, v provozu však byla rychlost z technických důvodů (brzda, návěštění) omezena na 100 km/h. | Vídeň – St. Polten              | [ 1 ]       |
| 3. 6. 1936     | 148             | M 290.002 ČSD               | Československo (Ringhoffer–Tatra, závod Kopřivnice) | Motorová   | Nejrychlejší vozidlo ČSD domácí výroby. Nejrychlejší motorový vůz ČSD. Nejvyšší rychlost dosažená na Československé železnici (vozidlem domácí výroby).                                        | Dne 3. června 1936 absolvoval vůz M 290.002 zkušební jízdu na trase Česká Třebová – Přerov se zástupci Ministerstva železnic, všech ředitelství státních drah a závodů Tatra Kopřivnice. Během této jízdy dosáhl vůz mezi stanicemi Olomouc a Zábřeh na Moravě rychlosti 148 km/h na přibližně 500 m dlouhé dráze. Šlo o dosud nejvyšší dosaženou rychlost na tratích ČSD a také o nejrychlejší vozidlo ČSD. Traťový úsek mezi Přerovem a Českou Třebovou pak zdolal se dvěma zastávkami při cestovní rychlosti 110 km/h. Chod vozu zůstával i při vysokých rychlostech klidný. Řady M 290.0 je se svou konstrukční rychlostí 130 km/h dosud nejrychlejším motorovým vozem domácí produkce v pravidelném provozu na českých a slovenských kolejích.                                                            | Česká Třebová – Přerov          | [ 2 ] [ 3 ] |
| 10. 9. 1946    | 165             | SVT 137.852 (M 494.001 ČSD) | Německo (Linke-Hofmann AG Breslau, AEG, SSW)        | Motorová   | Nejrychlejší vozidlo ČSD (zahraničního původu). Nejrychlejší motorová jednotka ČSD (zahraničního původu). Nejvyšší rychlost dosažená na Československé železnici (vozidlem zahraniční výroby). | Z jednotky Köln (u ČSD Modrý blesk) se stal nejrychlejší a nejluxusnější vlak ČSD, při technicko-policejní zkoušce 10. září 1946 na trati Praha – Česká Třebová dosáhla rychlosti 165 km/h. Šlo o rekord ČSD, ovšem zpravidla bývá přehlížen, protože nebyl dosažen s vozidlem domácí výroby (ačkoliv tehdy byla snaha vydávat Modrý blesk za produkt ČKD). | Praha – Česká Třebová           | [ 4 ]       |
| 27. 8. 1964    | 162             | 498.106 ČSD                 | Československo (Škoda)                              | Parní      | Rekord československých parních lokomotiv. Nejvyšší rychlost dosažená na Československé železnici (vozidlem domácí výroby).                                                                    | Během roku sloužily na okruhu lokomotivy 498.106 a 115. Oficiálního rekordu 162 km/h dosáhla lokomotiva 498.106 na konci srpna – obsluhoval ji strojvedoucí Robert Procházka a topič Miloslav Houba. Jde o rekord československých parních lokomotiv. V září údajně dosáhla rychlosti lokomotiva 167–168 km/h, ale došlo k závadě, takže rekord nebyl uznán. Strojvedoucí Procházka naznačil, že atakovali i 175 km/h. | Zkušební okruh v Cerhenicích    |             |
| 5. 9. 1972     | 219             | E 469.3030 ČSD              | Československo (Škoda)                              | Elektrická | Rekord československých elektrických lokomotiv (na území Československa). Nejvyšší rychlost dosažená na Československé železnici (vozidlem domácí výroby).                                     | Lokomotiva dnešní řady 124.601 byla vyrobena jako poslední kus série řady 123 a byla vybavena podvozky nové generace pro rychlost až 200 km/h a také výkonnějšími trakčními motory, umožňujícími dosažení vysokých rychlostí. Cílem bylo otestovat nové technologie pro vývoj lokomotiv řady 350 a příbuzných lokomotiv pro Sovětský svaz. Při zkouškách na okruhu v Cerhenicích lokomotiva dosáhla do té doby nejvyšší rychlosti na československých železnicích, 219 km/h | Zkušební okruh v Cerhenicích    |             |
| 1973           | 224             | E 469.3030 ČSD              | Československo (Škoda)                              | Elektrická | Rekord československých elektrických lokomotiv (mimo území československa) | Později byla lokomotiva 124.601 převezena k dalšímu testování na polygon poblíž Majkopu v SSSR, který umožňoval jízdy ještě vyšší rychlostí. Při rychlostním testu tu v létě 1973 zaznamenala rychlost 224 km/h. | Zkušební okruh u Majkopu v SSSR |             |
| srpen 1976     | 176             | T 499.0001 ČSD              | Československo (ČKD)                                | Motorová   | Rekord československých motorových lokomotiv. | Rekord byl dosažen během zkušebních jízd při prověřování dynamiky pohonu náprav a dynamiky jízdy při trvalé rychlosti 160 km/h pro získání dat k úpravě výpočetního modelu pro výpočty vypružení lokomotivy při vyšších rychlostech. Při jedné z těchto jízd maximální povolenou rychlostí 160 km/h (která tehdy byla zároveň nejvyšší povolenou rychlostí na velkém zkušebním okruhu) byla nevědomě dosažena rychlost 176 km/h, která je dodnes oficiálně platným nepřekonaným rychlostním rekordem motorových lokomotiv v Československu. Vlivem chybné kalibrace rychloměru na aktuální průměr náprav totiž v době zmíněné jízdy ukazoval rychloměr lokomotivy rychlost jen těsně přesahující 160 km/h. Že byla skutečná rychlost vyšší se zjistilo až po vyhodnocení záznamů nezávislého měření rychlosti. | Zkušební okruh v Cerhenicích    | [ 5 ]       |
| 10. 4. 2002    | 216             | 1116.015 ÖBB                | Siemens                                             | Elektrická | Nejvyšší rychlost dosažená na České železnici (vozidlem zahraniční výroby). Nejvyšší rychlost dosažená mimo zkušební okruh v Cerhenicích.                                                      | Souprava ve složení měřící vůz trakčního vedení (ÖBB) + Ampz + Bmz vedená lokomotivou řady 1116.015-7 ÖBB dosáhla při třetí jízdě ve směru Vranovice – Břeclav v 2. traťové koleji v kilometru 98 maximální rychlosti 216 km/h, což je nejvyšší rychlost dosažená mimo Železniční zkušební okruh v Cerhenicích. Rekord byl vedlejším produktem celé akce, jejímž hlavním úkolem bylo prověření vlastností nově budované železniční infrastruktury při rychlostech v intervalu 160 až 200 km/h. Sledovalo se trakční vedení, železniční spodek a svršek. Protože ČD lokomotivou ani měřícím vozem na 200 km/h nedisponovaly, vypůjčily si je od ÖBB, které poskytly lokomotivu 1116.015 (Taurus) a měřící vůz trakčního vedení včetně personálu.                                                                | Vranovice – Břeclav             | [ 6 ]       |
| 18. 11. 2004   | 237             | 680.001 ČD                  | Itálie (Alstom)                                     | Elektrická | Nejrychlejší elektrická jednotka ČD (zahraniční výroby). Nejvyšší rychlost dosažená na České železnici (vozidlem zahraniční výroby).                                                           | Nová jednotka Pendolino pro ČD dosahovala při zkušebních jízdách rekordních rychlostí několik dnů po sobě. Už ve středu jela rychlostí 220 kilometrů, ale pokus o nejrychlejší jízdu byl naplánován na čtvrtek. Nejprve ve směru z Břeclavi do Hrušovan u Brna ukázal přesný měřič hodnotu 229,4 kilometrů v hodině. Na rychlost mělo vliv stoupání a silný vítr a tak rozhodl měřící pokus v opačném směru. Nejrychleji jen vlak v úseku Vranovice – Podivín, kde dosáhla 237,04 km/h. | Vranovice – Podivín             | [ 7 ] [ 8 ] |
| mezi 2005–2011 | 253             | 1216.903                    | Siemens                                             | Elektrická | Nejrychlejší vozidlo ČD (zahraniční výroby). | V roce 2019 odkoupily ČD dvojici lokomotiv Taurus. Stroj 1216.903 vyvinul při technicko-bezpečnostní zkoušce rychlost 253 km/h a je tak zřejmě nejrychlejším vozidlem v držení českého dopravce. Zkoušky i rekordy ale podstoupil v zahraničí ve službách výrobce a předchozího majitele. | ? (zahraničí)                   | [ 8 ]       |
| 2. 9. 2006     | 357             | 1216.050 ÖBB                | Siemens                                             | Elektrická | Nejrychlejší lokomotiva zahraniční výroby v provozu v Česku. | V sobotu 2. září 2006 vytvořil v Německu stroj rakouských železnic ÖBB s číslem 1216 050 nový světový rychlostní rekord, dosažený samostatnou lokomotivou: 357 km/h. Stroje této řady byly od roku 2008 zajížděly na mezinárodních vlacích také do Česka, kde ale jezdily pouze 140 km/h. Později bylo několik strojů pronajato Českým drahám pro vozbu vlaků Railjet a konečně v roce 2019 si dva stroje této řady ČD zakoupily z druhé ruky do vlastního majetku. | VRT Norimberk – Mnichov         | [ 9 ]       |
| 2007           | 262             | ČS200.009                   | Československo (Škoda)                              | Elektrická | Rekord československých elektrických lokomotiv (mimo území Československa). | Lokomotivy ČS200 byly vyráběny v letech 1974 a 1979 v Československu ve Škodě pro export do Sovětského svazu a pro provoz rychlíků na trati Moskva – Petrohrad při maximální rychlosti 200 km/h. Při testování v roce 2007 lokomotiva dosáhla maximální rychlosti 262 km/h, čímž se stala nejrychlejší lokomotivou vyrobenou v Československé republice. | Moskva – Petrohrad              |             |
| mezi 2008–2010 | minimálně 220   | 380 ČD                      | Česko (Škoda)                                       | Elektrická | Rekord československých elektrických lokomotiv (na území Česka). | Přestože nejvyšší dosažená rychlost lokomotivami Škoda 109 E nebyla nikde výrazně prezentována, při technicko-bezpečnostních zkouškách na rychlost 200 km/h musely tyto stroje prokázat schopnost jízdy rychlostí alespoň o 10 % vyšší, tedy 220 km/h. | Zkušební okruh v Cerhenicích    |             |

## Rekordy infrastruktury

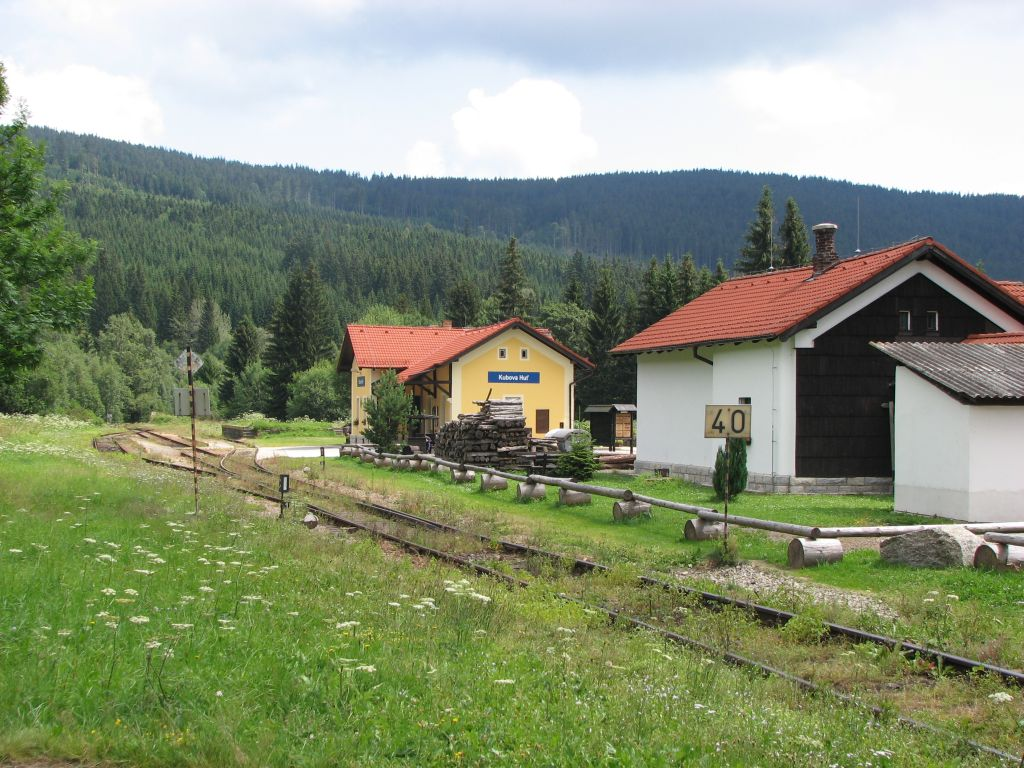
Nejvýše položená železniční stanice Kubova Huť

Toto je přehled rekordů týkajících se železničních tratí v Česku:
- Nejvyšší hodnota sklonu železniční tratě v síti Správy železnic – ozubnicová trať Tanvald - Harrachov, 58 ‰
- Nejmenší poloměr oblouku v síti Správy železnic – úzkorozchodná trať Třemešná ve Slezsku – Osoblaha, oblouk o poloměru 75 m
- Nejvýše položená železniční stanice v síti Správy železnic – Kubova Huť v nadmořské výšce 995 m n. m.
- Nejníže položená železniční stanice v síti Správy železnic – Dolní Žleb v nadmořské výšce 127 m n. m.
- Nejdelší železniční tunel v síti Správy železnic – Tunel Ejpovice, na trati Praha – Plzeň, s délkou 4150 m[10]
- Nejvyšší povolená rychlost v pravidelném provozu na síti Správy železnic – 160 km/h